# Gustave E. Von Grunebaum
Gustave E. Von Grunebaum (1. september 1909 i Wien Østrig – 27. februar 1972 i Los Angeles USA) var en østrigsk historiker med speciale i nærøstlige studier.
Gustave havde en Ph.D. i orintalske studier fra Wiens universitet. Da Nazityskland absorberede Østrig under Anschluss i 1938 valgte Gustave at tage til USA, hvor han blev antaget af Asia Institute i New York under Arthur Upham Pope. I 1943 fortsatte han til University of Chicago, hvor han blev professor i arabisk i 1949. I 1957 blev han professor i Nærøstlig historie og institutleder for et nyt institut, Near Eastern Center.
Gustave var gift med Giselle Steureman.

## Udgivelser
- Muhammadan Festivals. Curzon Press, London 1951
- Medieval Islam. A study in cultural orientation. Univ. of Chicago Press, 1946
- Kritik und Dichtkunst. Studien zur arabischen Literaturgeschichte. Harrassowitz, Wiesbaden 1955
- mit R. Brunschvig (Hrsg.): Klassizismus und Kulturverfall im Islam/Classicisme et déclin culturel dans l'histoire del'Islam; symposium international d'histoire de la civilisation musulmane. <Bordeaux 25–29 juin 1956>, Besson-Chantemerle, Paris 1957
- Modern Islam. The search for cultural identity. University of California Press, Berkeley [u.a.] 1962
- Der Islam im Mittelalter. Artemis-Verlag, Zürich [u.a.] 1963
- Der Islam in seiner Klassischen Epoche 622–1258. Artemis Verlag, Stuttgart 1966
- Arabische Literaturgeschichte (als Hrsg.), Artemis-Verlag, Zürich [u.a.] 1968
- Studien zum Kulturbild und Selbstverständnis des Islams. Zürich 1969
- Propyläen-Weltgeschichte. Band 5, Halbband 1: Islam: Die Entstehung Europas. Taschenbuchausgabe, 1976
- Fischer Weltgeschichte. Band 15: Der Islam II. Die islamischen Reiche nach dem Fall von Konstantinopel, (als Hrsg.), Fischer, Frankfurt 1999